# Robert L. Manahan
Robert Lawrence Manahan (né le 23 août 1956 à Palo Alto et mort le 30 juin 2000 dans le comté d'Alameda) est un acteur américain, connu pour son rôle vocal de Zordon dans Power Rangers.

## Filmographie
- 1993-1996 : Power Rangers : Mighty Morphin : Zordon (voix)
- 1996 : Power Rangers : Zeo : Zordon (voix)
- 1997 : Power Rangers : Turbo : Zordon (voix)
- 1998 : Power Rangers : Dans l'espace : Zordon (voix)

## Mort
Il meurt le 30 juin 2000 des suites d'une rupture d'anévrisme. Sa mémoire a été honorée dans l'épisode Le Cinquième Cristal de Power Rangers : Sauvetage éclair.